# Никотинамидмономнуклеотид-аденилилтрансфераза
Никотинамидмономнуклеотид-аденилилтрансфераза (англ. Nicotinamide mononucleotide adenylyltransferase; КФ 2.7.7.1) — фермент, катализирующий образование НАД+ из никотинамидмононуклеотида и АТФ.
Реакция выглядит следующим образом:
АТФ + никотинамидрибонуклеотид {\displaystyle \rightleftharpoons } дифосфат + НАД+

## Катализируемая реакция
+  {\displaystyle \longrightarrow }   + PPi
Никотинат рибонуклеотид переносится на аденозинмонофосфат из АТФ с образованием деамино-НАД+ и дифосфата. Никотинамид-рибонуклеотид также возможен в качестве субстрата.

## Функции
У человека два фермента этой группы: NMNAT1 и NMNAT2. NMNAT обладают нейропротекторным действием, которое не зависит от их ферментативной активности и предполагает роль шаперона. NMNAT1 стимулирует активность PARP-1 и связывается с поли-(АДФ-рибозой).